# Гранично разстройство на личността
Граничното разстройство на личността, още познато като емоционално нестабилно личностно разстройство, е разстройство на личността, характеризиращо се с дългосрочна тенденция на нестабилни лични взаимоотношения, пречупено чувство за себеусещане и силни емоционални реакции. Засегнатите често са склонни към себенараняване или други потенциално опасни поведения, обикновено заради трудността да възвърнат емоционалното си ниво до здравословно или нормално. Те може да страдат от чувство на празнота, страх или страх от изоставяне, откъснатост от реалността. Симптомите на гранично разстройство на личността обикновено се проявяват до юношеството и се манифестират в различни ситуации. Често се асоциира със злоуопотреба с вещества, депресия, хранителни разстройства. 8 до 10% от хората, засегнати от гранично разстройство на личността, може да загинат от самоубийство. Личностното разстройство е стигматизирано както в популярната култура, така и в психиатричната сфера, и в резултат на това често не се стига до диагностициране.
Причините за граничното разстройство на личността са неясни, но то се свързва с генетични, неврологични, социални фактори, както и такива, свързани със средата. Среща се около пет пъти по-често при хора, които имат засегнат роднина. Неблагоприятни житейски ситуации също играят роля. Основния механизъм има общо с фронтолимбичната невронна система. Граничното разстройство на личността е признато в Диагностичния и статистически Наръчник на психичните разтройства като психично разстройство, наред с девет други такива. То обикновено се третира с психотерапия като когнитивна поведенческа терапия или диалектична поведенческа терапия (ДПТ). ДПТ може да понижи риска от самоубийство. Макар да няма конкретни данни за ефикасността на селективните инхибитори на обратното захващане на серотонина, антидепресантите и кветиапина , те са широко предписвани. Крайни случаи на гранично разстройство на личността може да наложат хоспитализиране. Около 1,6% от хората страдат от разстройството през дадена година, според някои изчисления дори до 6%. Жените се диагностицират около три пъти повече отколкото мъжете. Разстройството не е толкова широко разпространено сред възрастните хора. До половината от диагностицираните показват подобрение в десет годишен период. Засегнатите обикновено използват много здравеопазващи услуги. Има продължаващи спорове относно названието на разстройството, по-конкретно уместността на наименованието гранично.